# آندره گدالژ
آندره گدالژ (انگلیسی: André Gedalge; ۲۷ دسامبر ۱۸۵۶ – ۵ فوریهٔ ۱۹۲۶) آهنگساز، طراح رقص، مربی موسیقی، و استاد دانشگاه اهل فرانسه بود.

## افتخارات
وی همچنین برندهٔ جوایزی همچون لژیون دونور (شوالیه) و جایزه بزرگ رم شده‌است.